# اسلام‌آباد (ایرندگان)
اسلام‌آباد روستایی در دهستان ایرندگان بخش ایرندگان شهرستان خاش استان سیستان و بلوچستان ایران است.

## جمعیت
بر پایه سرشماری عمومی نفوس و مسکن در سال ۱۳۹۵ جمعیت این مکان ۱۵ نفر (۵ خانوار) بوده‌است.